# Crataegus immanis
Crataegus immanis är en rosväxtart som beskrevs av William Willard Ashe. Crataegus immanis ingår i Hagtornssläktet som ingår i familjen rosväxter. Inga underarter finns listade i Catalogue of Life.